# Girocompas

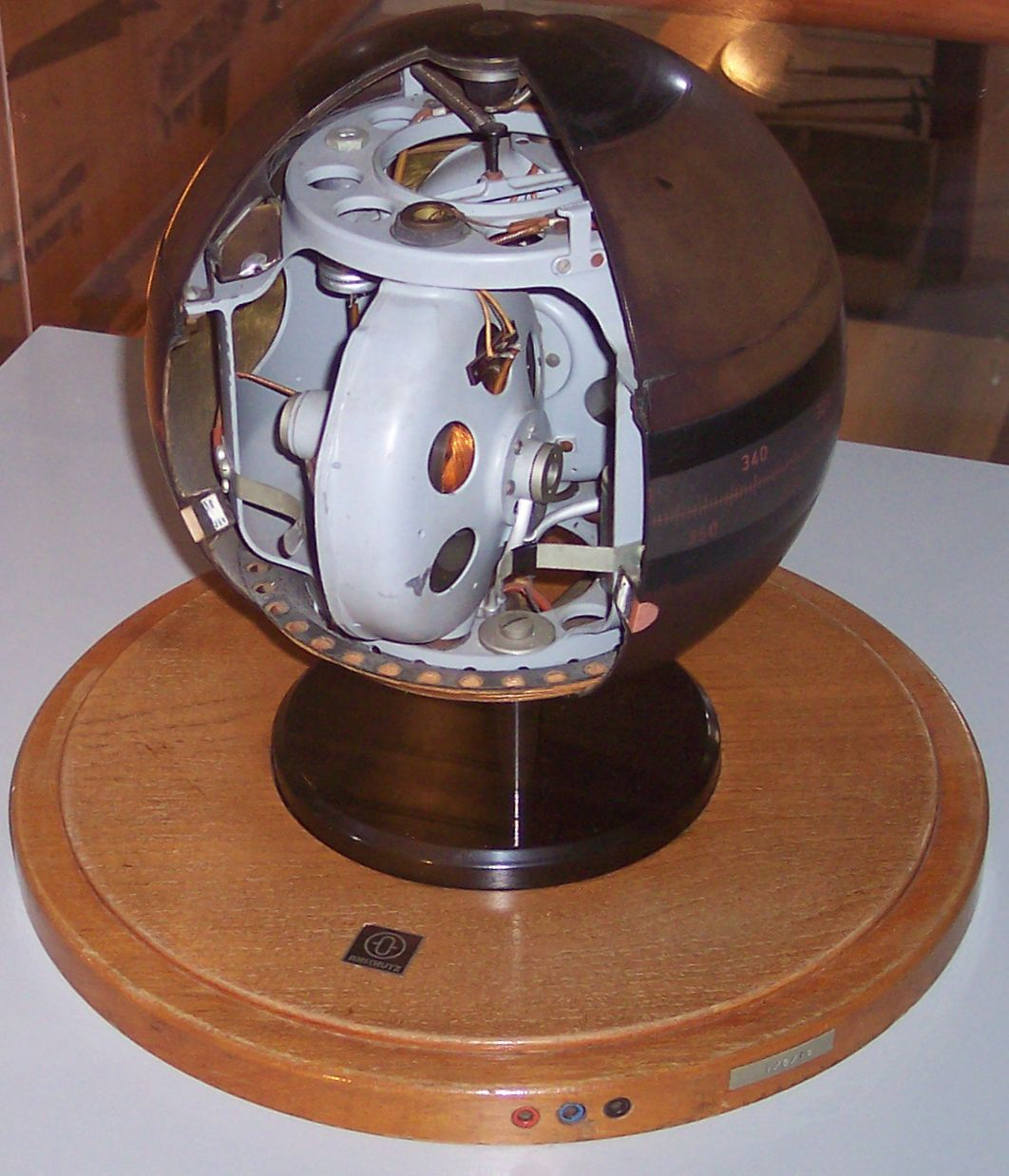
Busolă giroscopică

Girocompasul, girobusola sau busola giroscopică este un aparat instalat pe bordul unei nave pentru a indica direcția nordului geografic, sau care indică unui avion direcția în grade.